# Marienkirche (Schwarzkollm)

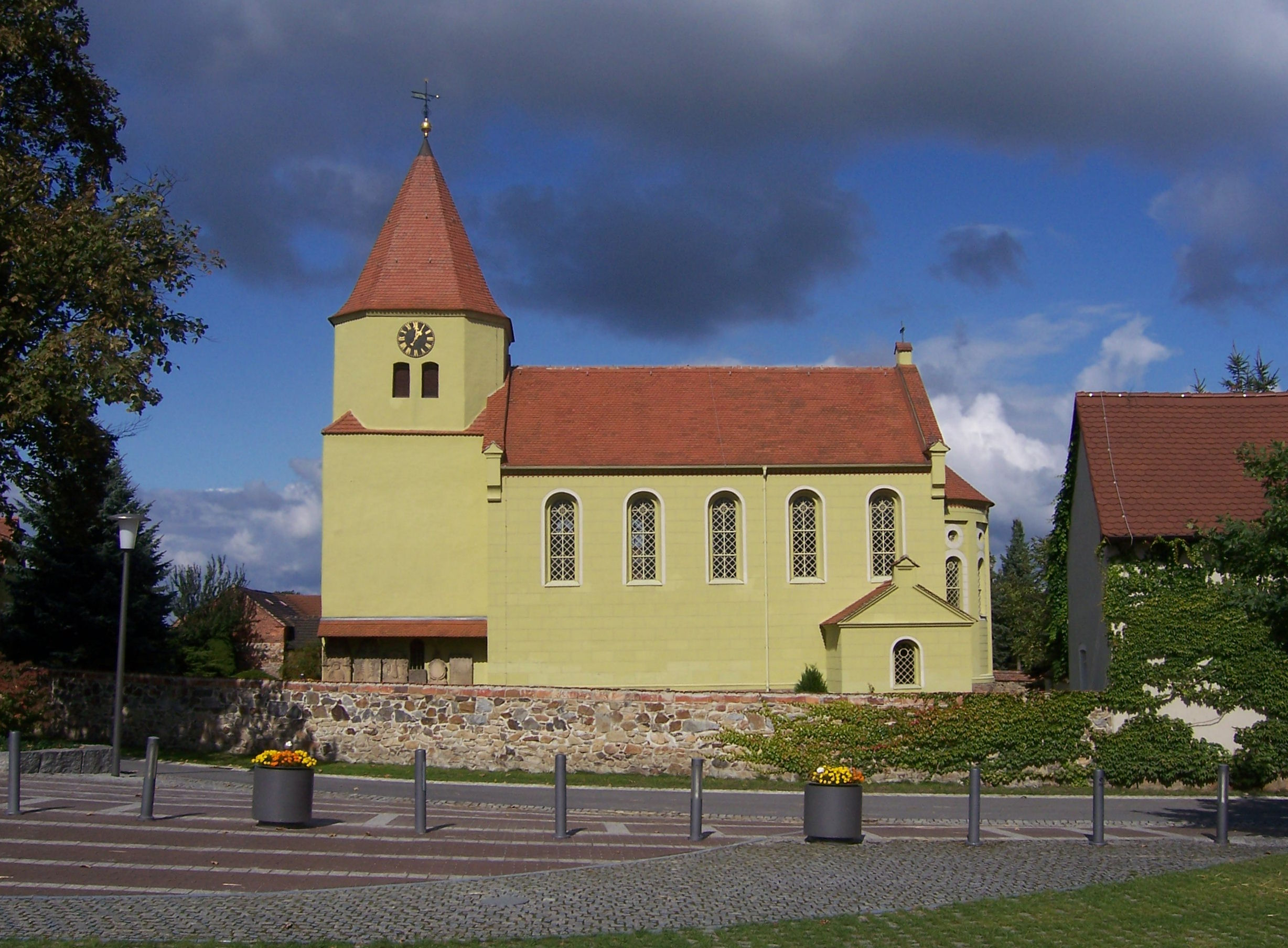
Marienkirche zu Schwarzkollm

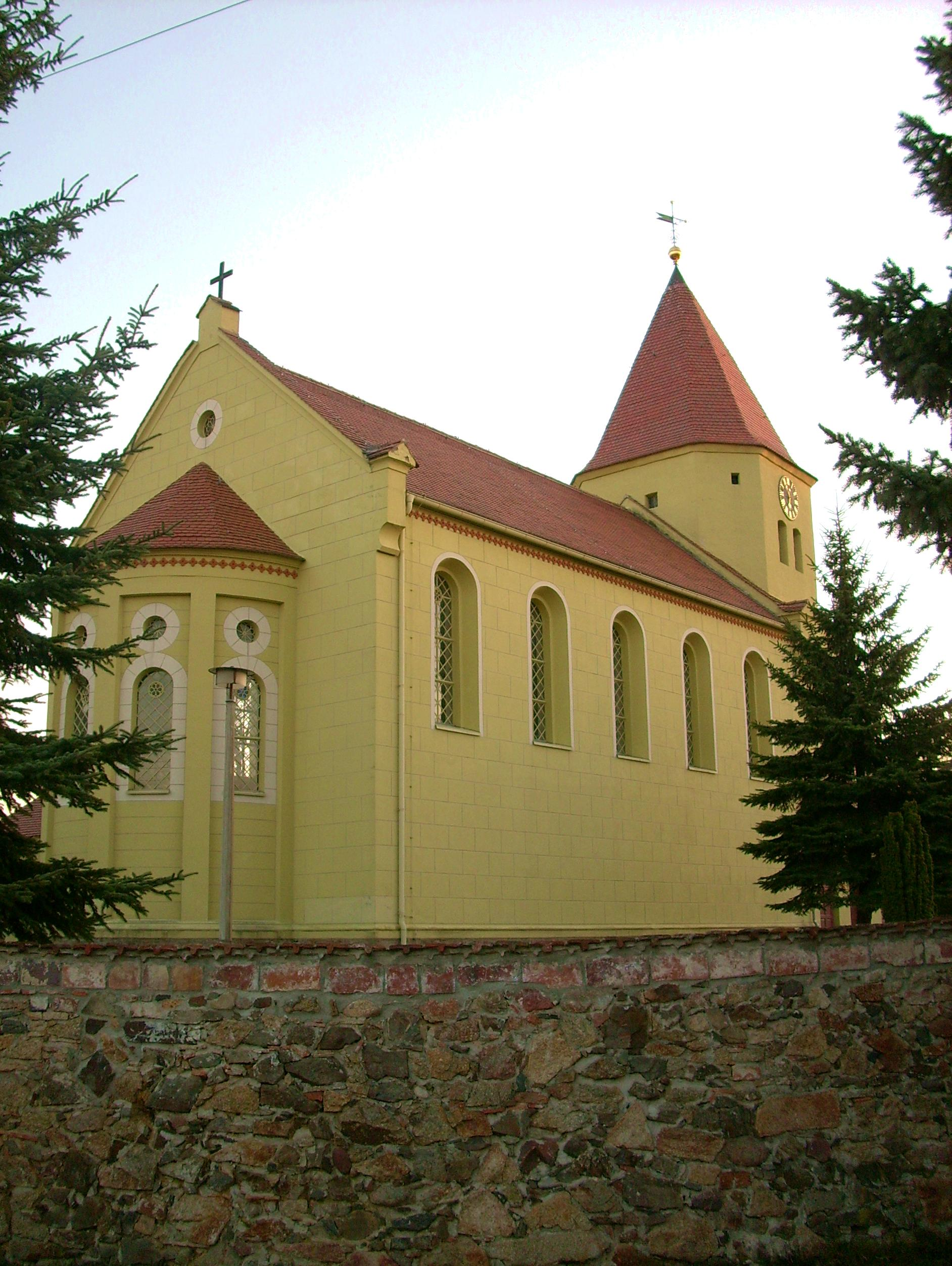
Ansicht des rückwärtigen Kirchenschiffs von der gegenüberliegenden Seite

Die evangelische Marienkirche ist eine Kirche in Schwarzkollm im Landkreis Bautzen in Sachsen. Die Kirchengemeinde gehört zum Kirchenkreis Schlesische Oberlausitz im Sprengel Görlitz der Evangelischen Kirche Berlin-Brandenburg-schlesische Oberlausitz.

## Architektur und Geschichte
Eine erste Kirche in Schwarzkollm wurde im 12. oder 13. Jahrhundert im gotischen Stil gebaut. Sie erfuhr im Lauf der Zeit mehrere Umbauten, bis sie 1858 durch einen Brand zerstört wurde. In den folgenden beiden Jahren erfolgte der Wiederaufbau im klassizistischen Stil. Die Kirche ist ein verputzter Bau aus Bruchsteinmauerwerk mit Lisenengliederung und halbrunder Apsis. Das Kirchenschiff hat ein Satteldach und segmentbogige Fenster. Der Turm ist rechteckig mit einem oktogonalen Aufsatz und Spitzhelm.
Im Innenraum ist die Kirche flach gedeckt. Die Ausstattung stammt aus der Zeit des Wiederaufbaus im Jahr 1860. Der Altar wurde mit älteren Holzplastiken aus dem 15. und 18. Jahrhundert neu gefasst. Die Orgel wurde 1907 von der Firma Schlag & Söhne gebaut.